# Hoveyzeh (kommunhuvudort)
Hoveyzeh (persiska: هویزه) är en kommunhuvudort i Iran.   Den ligger i provinsen Khuzestan, i den västra delen av landet, 600 km sydväst om huvudstaden Teheran. Hoveyzeh ligger 15 meter över havet och antalet invånare är 14 422.
Terrängen runt Hoveyzeh är mycket platt. Runt Hoveyzeh är det ganska glesbefolkat, med 38 invånare per kvadratkilometer. Närmaste större samhälle är Sūsangerd, 15,7 km nordost om Hoveyzeh. Trakten runt Hoveyzeh är ofruktbar med lite eller ingen växtlighet.